# Verrijzeniskapel (Brussel)

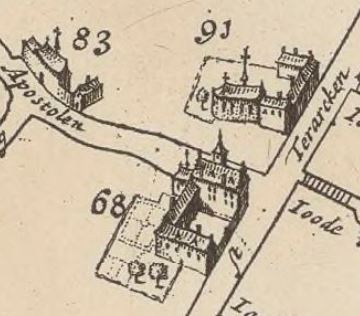
Het Salazarhof met -kapel (68) op een stadsplan uit 1695

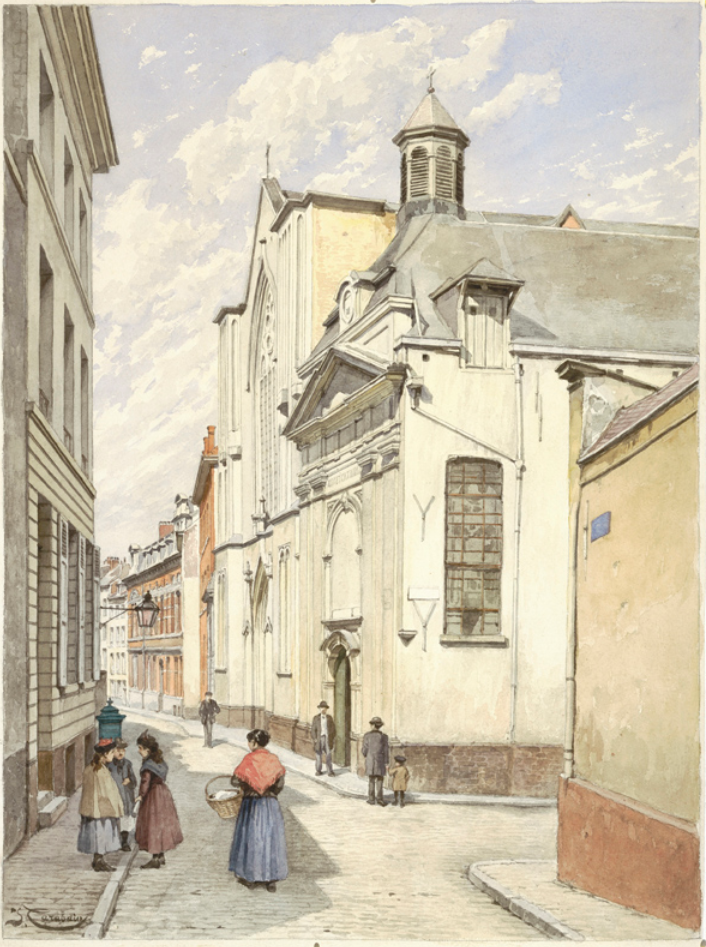
De originele kapel in de Stuiversstraat en ernaast de neogotische uitbreiding (Jacques Carabain, 1894-97).

De Verrijzeniskapel (Frans: Chapelle de la Résurrection), ook gekend als de Europakapel, is een rooms-katholieke kerk met een oecumenische oriëntatie die midden in de Europese Wijk van Brussel ligt. Ze gaat terug op een gebouw uit de 15de eeuw in het centrum van de stad. Opeenvolgende wijzigingen in de stedenbouw hebben ertoe geleid dat de kapel in 1907 werd onteigend en dat er een replica werd gebouwd op de huidige locatie. In de herfst van 2001, nadat de verschillende ruimtes waren opgeknapt en het gebouw meer geschikt was gemaakt voor haar pastorale taak, kreeg de kapel de naam van Verrijzeniskapel. Sindsdien is haar programma oecumenisch georiënteerd.

## Geschiedenis
De originele kapel werd gesticht in 1436 door Gillis Van den Berghe, als onderdeel van zijn imposante hof op de hoek van de Stuiversstraat en de Twaalfapostelenstraat. Hij liet er missen lezen ter ere van het Heilig Sacrament van Mirakel. Daarmee nam de antisemitische cultus rond de bloedende hosties verdere uitbreiding (zes 'schuldige' Joden waren in 1370 gefolterd en terechtgesteld). Een Latijnse inscriptie in de kapel beweerde dat ze in de plaats was gekomen van de Brusselse synagoge, al dat is historisch twijfelachtig.
De stichter liet in 1437-38 kartuizers overkomen uit Herne en Antwerpen (Sint-Katarina op het Kiel), maar ze vertrokken in 1457 naar Scheut. De kapel bleef bij het hof horen en behoorde dus aan de voorname families die achtereenvolgens eigenaar werden. Vanaf ongeveer 1600, toen de graaf van Salazar er woonde, ging men spreken over de Salazarkapel.
Ingrijpende verbouwingen in 1735 en 1785 gaven de kapel een nieuw uitzicht. Enige jaren later, in de Franse tijd, kwam een einde aan de religieuze dienst (13 februari 1798). Toch volgde vrij snel een hervatting, doordat de kapel vanaf 1802 gehuurd werd door verdreven nonnengemeenschappen (de zusters van Berlaimont tot 1808 en de Visitandinnen tot 1845). In 1850 streek een nieuwe orde neer in het hof, de Benedictinessen van Altijddurende Aanbidding van het Allerheiligste Sacrament, die de kapel heropenden. Vlak ernaast bouwden ze nog een grotere kapel in neogotische stijl. Ze kreeg in 1899 twee klokkentorens.
De aanleg van de Noord-Zuidverbinding en van de Kunstberg zorgde begin 20e eeuw voor massale onteigeningen. De zusters zagen zich gedwongen te verhuizen naar de Van Maerlantstraat, waar ze nagenoeg exacte replica's lieten bouwen van kun onteigende kapellen. Zodoende kwam de kapel te liggen op het terrein van het Van Maerlantklooster. Omdat de effectieve afbraak in de Stuiversstraat nog uitbleef tot 1950-55, telde Brussel decennialang twee haast identieke gebedshuizen.
Aan de buitenkant zijn er geen grote wijzigingen aangebracht in vergelijking met het origineel. Alleen de functie van het gebouw is veranderd. Toen het klooster in zijn geheel door de zusters in 1999 werd verkocht, werd het hoofdgebouw aangekocht door de Europese Commissie en veranderd in een bezoekerscentrum en een bibliotheek. De kapel, daarentegen, kwam in het bezit van een internationale vereniging zonder winstbejag volgens Belgisch recht (vzw) die werd gesticht door ambtenaren van de Europese Instellingen, teneinde haar als gebedsruimte te kunnen behouden. Na een oproep voor schenkingen en met behulp van financiële bijdragen van de Europese bisschoppen-conferenties (COMECE), van de Conferentie van Europese Kerken, van de Orde van de Jezuïeten en talrijke andere stichtingen, kon de kapel in 1999 en 2000 volledig gerenoveerd en nieuw ingericht worden. Op 25 september 2001 werd zij door de toenmalige aartsbisschop van Mechelen-Brussel, Godfried Danneels, officieel ingewijd.

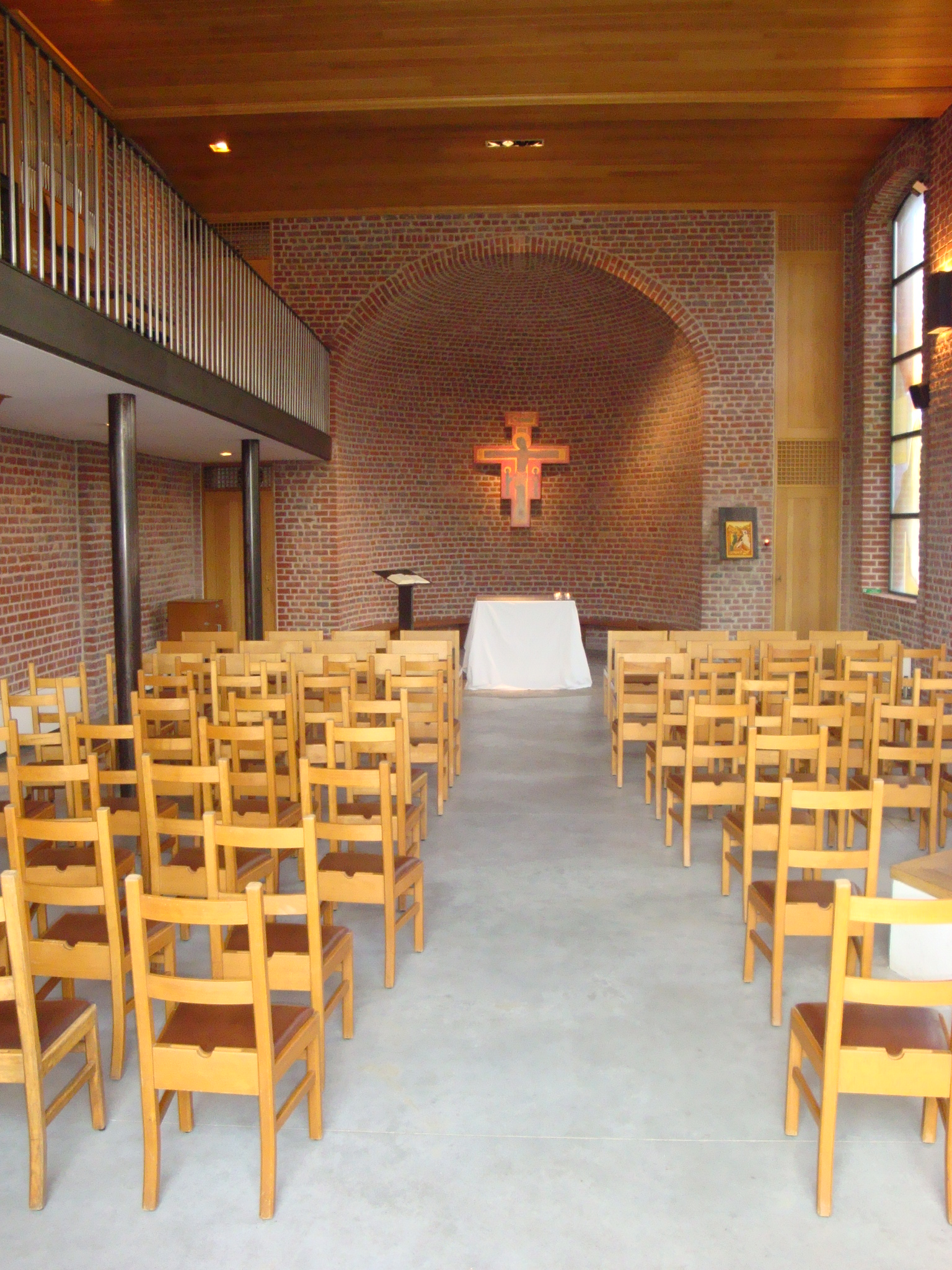
Interieur (altaar)

## Architectuur
De voorgevel in neorenaissance stijl en de buitenkant van het gebouw zijn bij de renovatie onveranderd gebleven. Van binnen daarentegen kreeg de kapel een volledig nieuwe structuur volgens de plannen van de Brusselse architect Marionex. Het huidige gebouw heeft vier verdiepingen, wat men van buiten helemaal niet kan zien. Men komt op de begane grond binnen in een grote hal, die dient als ruimte voor het onthaal, evenals voor tentoonstellingen en ontvangsten. In de beneden-verdieping bevindt zich een crypte waar men zich kan terugtrekken in stilte en gebed. Het vergulde kruis dat je hier ziet is van de beeldhouwer Philippe Denis. De plaats waar de vieringen plaatsvinden is op de eerste verdieping en is toegankelijk via een trap of met de lift. Omdat de liturgische ruimte minder hoog is dan voorheen, zijn er nieuwe vensters aangebracht met glas-in-loodramen van de Weense kunstenaar Thomas Reinhold. Aan de zijkant van het schip zijn de thema's van de ramen: de schepping, de menswording, het brandend braambos en Pinksteren. Het raam aan de voorzijde (straatkant) stelt de verrijzenis voor. Op een mezzanine aan de zijkant, staat een orgel afkomstig uit de werkplaats van Etienne Debaisieux. Het werd geschonken door de Evangelische Kerk in Duitsland (EKD). Op de bovenste verdieping, onzichtbaar van buiten, bevinden zich een vergaderzaal en kantoren.

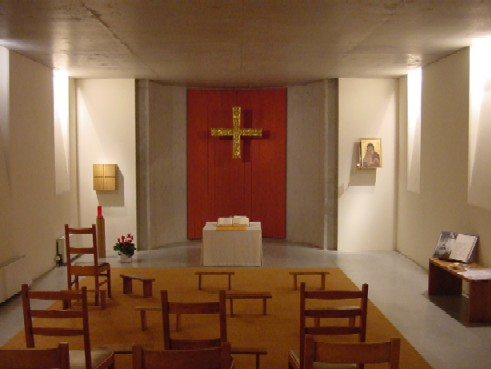
Crypte

## Pastoraal concept
De Verrijzeniskapel is geen parochiekerk. Wegens haar geografische ligging, in het hart van een wijk die voornamelijk bestaat uit kantoren en overheidsinstellingen en vlak bij de Europese instellingen (Europese Raad, Europees Parlement, Europese Commissie etc.) is het de bedoeling dat zij een plaats is van dialoog, van ontmoeting en gebed, toegankelijk en bereikbaar voor iedereen vanuit zijn of haar werkplek. Daarom is de kapel vooral op werkdagen open en is er een gevarieerd liturgisch aanbod, dat is aangepast aan de werktijden en dat rekening houdt met de verschillende confessies van eenieder. De pastorale verantwoordelijkheid voor de kapel berust bij religieuzen en leken, die allen vrijwilligers zijn. Behalve het dagelijkse ochtendgebed (op werkdagen) hebben er meestal tijdens de lunchpauze ook katholieke misvieringen plaats evenals gebedsdiensten geleid door protestanten en orthodoxen, in meerdere talen, maar meestal in het Frans en het Engels.

## Voetnoten
1. ↑  Guillaume Des Marez, L'origine et le développement de la ville de Bruxelles. Le Quartier Isabelle et Terarken, 1927, p. 68
2. ↑  Eerste inscriptie bij de ingang van het koor, opgetekend door Sanderus: Hoc in loco venerabili sacramentum, quod in templo D. Gudulae conservatur, fuit ab impiis Judaeis pugionibus confossum: in cujus perpetuam memoriam facellum illud erectum est anno Domini 1436 - Tweede inscriptie, op de eerste steen gelegd door kardinaal Engelbert Sterckx: In hoc olim synagogae spatio contossae fuerunt a Judeis sacrae hostiae anno 1370 - 4 aprilis... a° 1570
3. ↑  Alphonse Wauters en Alexandre Henne, Histoire civile, politique et monumentale de la ville de Bruxelles, Deel III, 1845, p. 307